# José Caetano da Costa Pereira
José Caetano de Campos Andrada da Costa Pereira GCIH • GCM • OC • OIH (Milange, Moçambique, 26 de fevereiro de 1947), diplomata português, foi cônsul em Newark (Nova Jérsia), representante permanente-adjunto de Portugal na Organização das Nações Unidas, em Nova Iorque, representante permanente junto do Departamento Europeu das Nações Unidas e dos Organismos e Organizações Internacionais em Genebra, e ainda, em Nairobi, representante permanente junto da UNEP Programa das Nações Unidas para o Meio Ambiente e do HABITAT Programa das Nações Unidas para os Assentamentos Humanos. Foi embaixador de Portugal na Alemanha, Quénia, Tanzânia, Eritreia, Seicheles, Etiópia, Uganda e Ruanda, tendo ainda estado colocado nas embaixadas de Portugal em Paris e Washington, e chefiado delegações em diversos eventos internacionais, com repercussões político-económicas.

## Biografia
José Caetano de Campos Andrada da Costa Pereira nasceu em Milange (Moçambique), a 26 de fevereiro de 1947. Após obter a sua licenciatura em Ciências Sociais e Políticas pela Universidade Técnica de Lisboa, foi aprovado no concurso de admissão aos lugares de adido de embaixada, aberto, pelo  Ministério dos Negócios Estrangeiros, em 30 de julho de 1972.  

É casado com Luísa Maria Guerreiro Abecasis de Campos Andrada da Costa Pereira , de quem teve filhos, entre eles o também diplomata Pedro Abecasis de Andrada da Costa Pereira (Lisboa, 30 de junho de 1975), conselheiro de embaixada  e Bernardo Abecasis de Andrada da Costa Pereira (Lisboa, 15 de dezembro de 1976), que foi conselheiro técnico na representação permanente de Portugal junto da União Europeia e secretário privativo na delegação de Portugal junto da Organização do Tratado do Atlântico Norte (NATO). 

## Carreira diplomática
- adido de embaixada, na Secretaria de Estado, em 16 de outubro de 1973; [1][4]
- nomeado definitivamente como terceiro-secretário de embaixada e promovido a segundo secretário de embaixada, na Secretaria de Estado, em 20 de maio de 1976; [1][4]

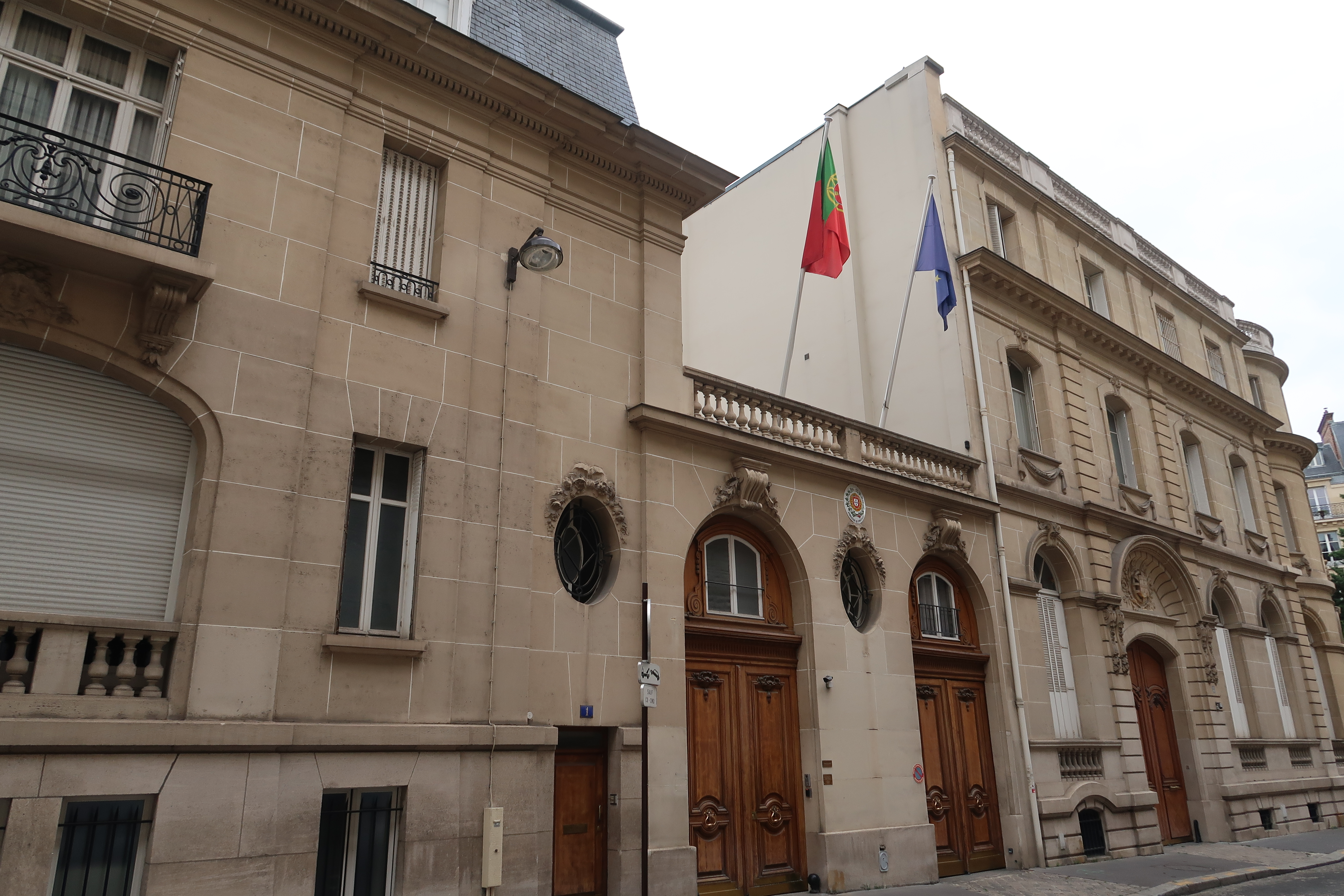
Embaixada de Portugal em Paris

- na embaixada de Portugal em Paris, em 2 de agosto do mesmo ano; [4]
- cônsul em  Newark, em 29 de abril de 1980; [1][4]
- na embaixada de Portugal em Washington, em 10 de setembro do mesmo ano; [1]

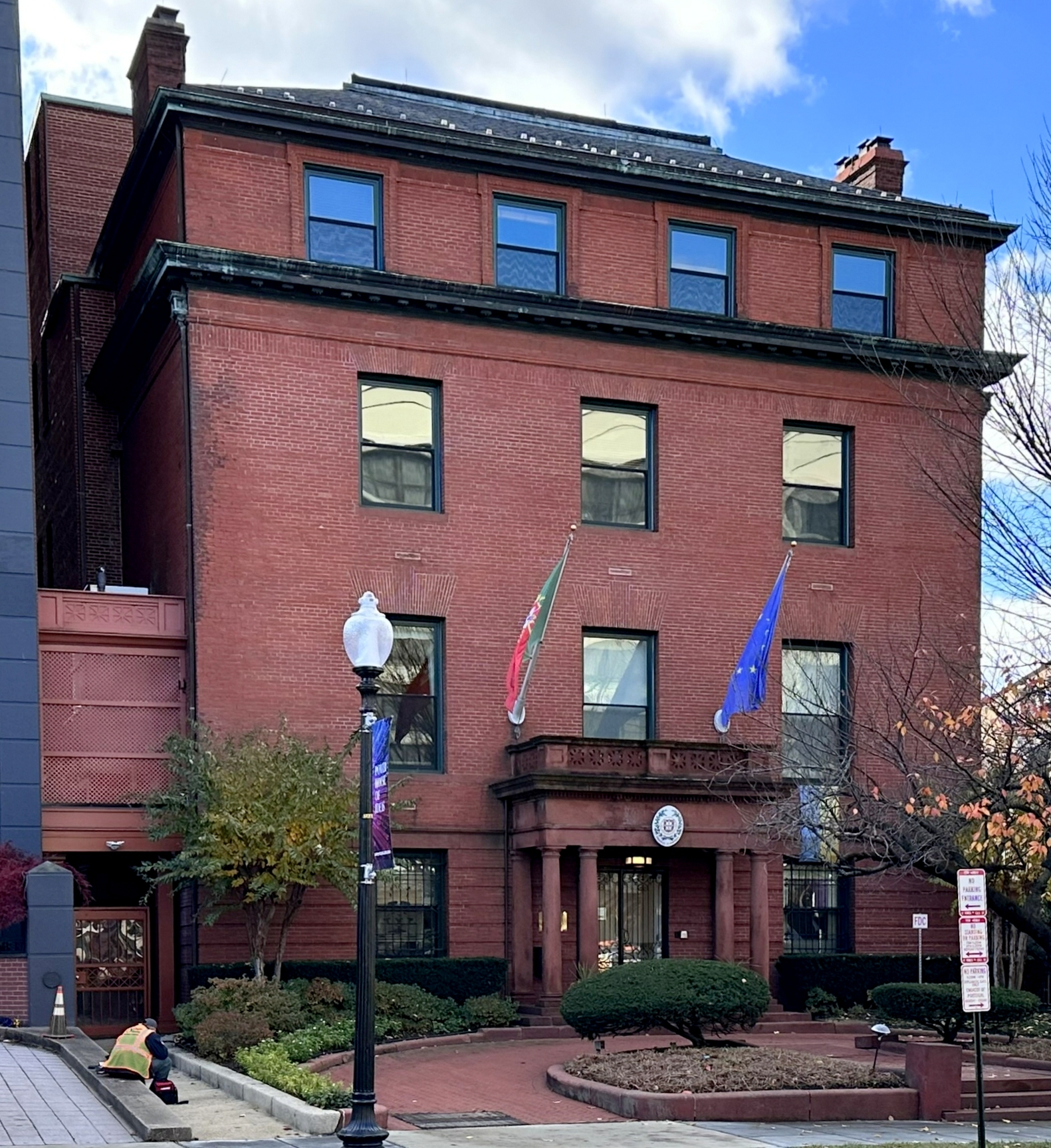
Embaixada de Portugal em Washington

- primeiro-secretário de embaixada, no mesmo posto, em 6 de fevereiro de 1981; [1][4]
- na Secretaria de Estado, em 3 de setembro de 1984; [1][4]
- chefe interino da Repartição da África, Ásia e Oceânia da direcção-geral dos negócios económicos desde 5 de novembro do mesmo ano; [1][4]
- promovido a conselheiro de embaixada, em 27 de dezembro de 1985, e nomeado chefe da mesma repartição; [1][4]
- director de serviços das Relações bilaterais da direcção-geral das Comunidades Europeias, em 23 de agosto de 1986; [1][4]
- na missão permanente de Portugal junto da Organização das Nações Unidas, em Nova Iorque, em 12 de junho de 1988, na qualidade de representante permanente-adjunto; [1][4]

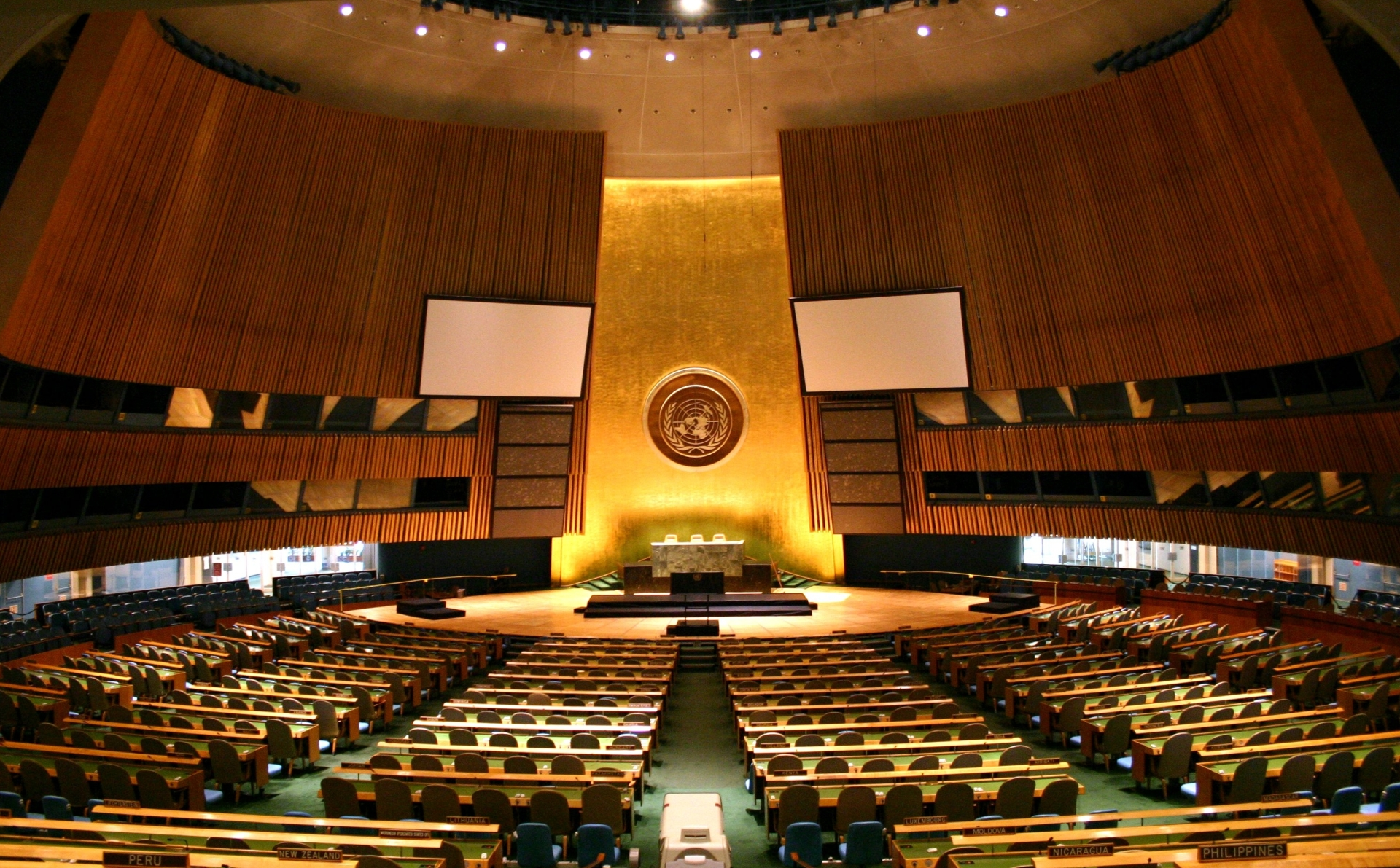
A Assembleia Geral das Nações Unidas é localizada na sede da organização, em Nova Iorque

- ministro plenipotenciário de 2.ª classe, em 8 de agosto de 1990, continuando no mesmo posto; [1][4]
- na embaixada de Portugal em Nairobi (Quénia), com credenciais de embaixador, em 31 de agosto de 1994, estando também acreditado como representante permanente de Portugal junto da UNEP (Programa das Nações Unidas para o Meio Ambiente) e do HABITAT (Programa das Nações Unidas para os Assentamentos Humanos); acreditado simultaneamente, em Campala (Uganda), com credenciais de embaixador, em 15 de dezembro de 1994, em Vitória (Seicheles), em 14 de fevereiro de 1995, em Dar es Salaam (Tanzânia), em 1 de Junho de 1995, em Asmara (Eritreia), em 8 de junho de 1995, em Adis Abeba (Etiópia), em 26 de novembro de 1996, e em Quigali, (Ruanda) em 17 de dezembro de 1997; [1][4][5][6][7][8]
- ministro plenipotenciário de 1ª classe, em 2 de março de 1998; [1]
- director-geral das Relações bilaterais em 4 de dezembro de 1998; [1][4][9]
- coordenador nacional para as IX, X e XI Cimeiras ibero americanas de chefes de estado e governo; [1]
- embaixador, em 30 de dezembro de 2000; [1]

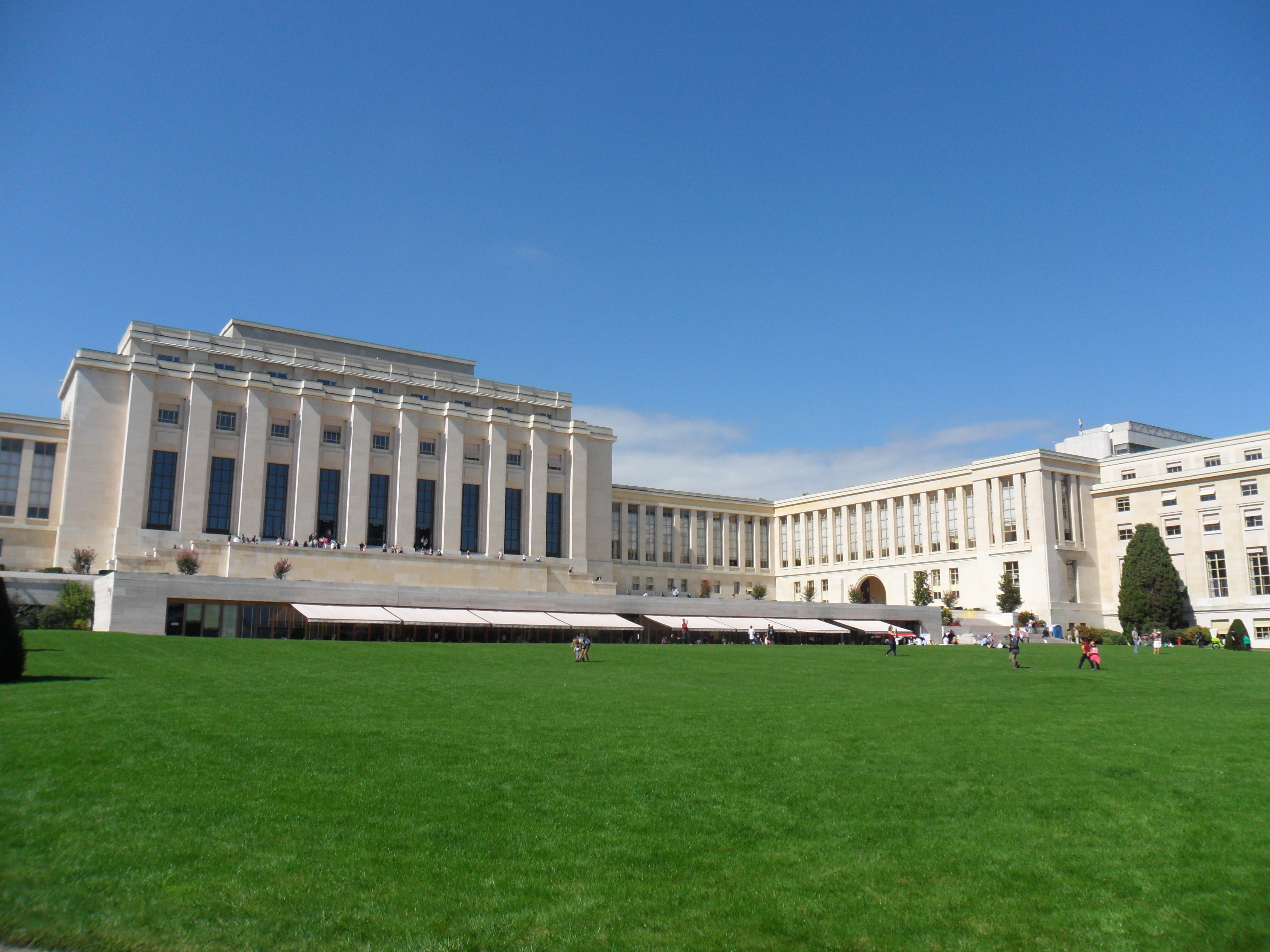
Vista da fachada do Palácio das Nações, edifício sede das Nações Unidas em Genebra

- foi, de outubro de 2002 a novembro de 2006, representante permanente de Portugal junto do Departamento Europeu das Nações Unidas e dos Organismos e Organizações Internacionais sediados em Genebra (missão NUOI), nomeadamente, Alto Comissariado das Nações Unidas para os Refugiados, Comissão das Nações Unidas para os Direitos Humanos, Comitê Internacional da Cruz Vermelha / Movimento Internacional da Cruz Vermelha e do Crescente Vermelho, Conferência das Nações Unidas sobre Comércio e Desenvolvimento, Escritório do Alto-comissário das Nações Unidas para os Direitos Humanos, Organização Internacional do Trabalho, Organização Internacional para as Migrações, Organização Meteorológica Mundial, Organização Mundial do Comércio, Organização Mundial da Propriedade Intelectual, Organização Mundial da Saúde, União para a Proteção das Obtenções Vegetais, União Internacional de Telecomunicações, Organização Europeia para a Investigação Nuclear (CERN) e União Interparlamentar; [1][10]
- foi, de 4 de dezembro de 2006 a 25 de fevereiro de 2012, embaixador de Portugal em Berlim. No desempenho desse cargo, dedicou especial atenção quer à diplomacia económica, em articulação com o AICEP (Agência para o Investimento e Comércio Externo de Portugal), quer ao ensino e divulgação da língua portuguesa, nas escolas da Alemanha e criando e abrindo ao público a biblioteca da embaixada de Portugal em Berlim [11][12][13][14][15][16]

## Outras funções internacionais e eventos
- enviado especial do ministro dos negócios estrangeiros à cimeira dos chefes de estado e de governo da OUA (Organização da Unidade Africana), em Adis Abeba, de 21 a 28 de junho de 1995; [1]
- enviado especial do ministro dos negócios estrangeiros à cimeira dos países não alinhados em Cartagena das Índias (Colômbia), de 14 a 20 de outubro de 1995; [1]
- foi o coordenador nacional para as IX, X e XI Cimeiras ibero americanas de chefes de estado e governo; [1]
- foi vice-presidente da CAL (Casa da América Latina), em Lisboa; [17]

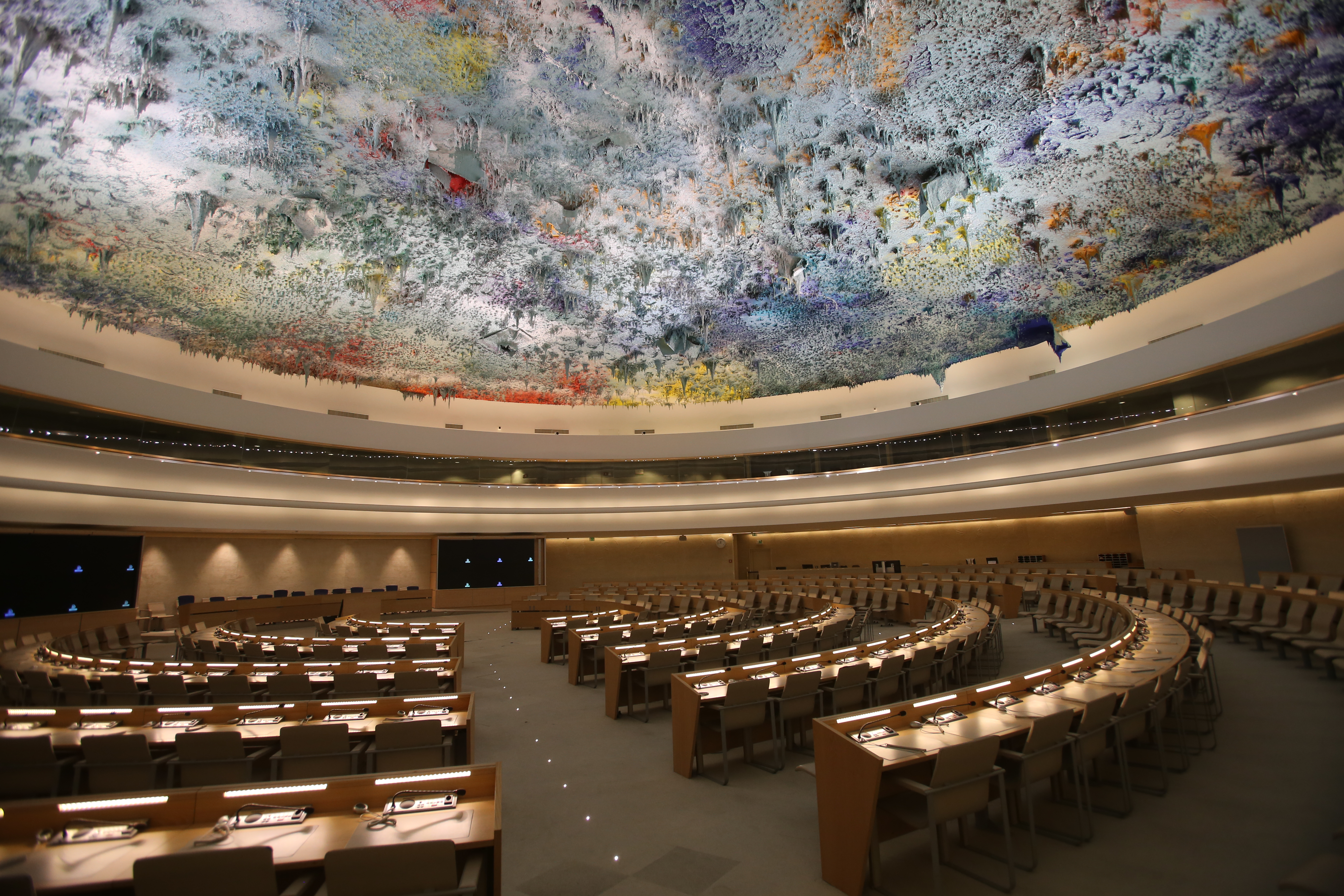
Sala usada pela Comissão das Nações Unidas para os Direitos Humanos, no Palácio das Nações em Genebra, Suíça

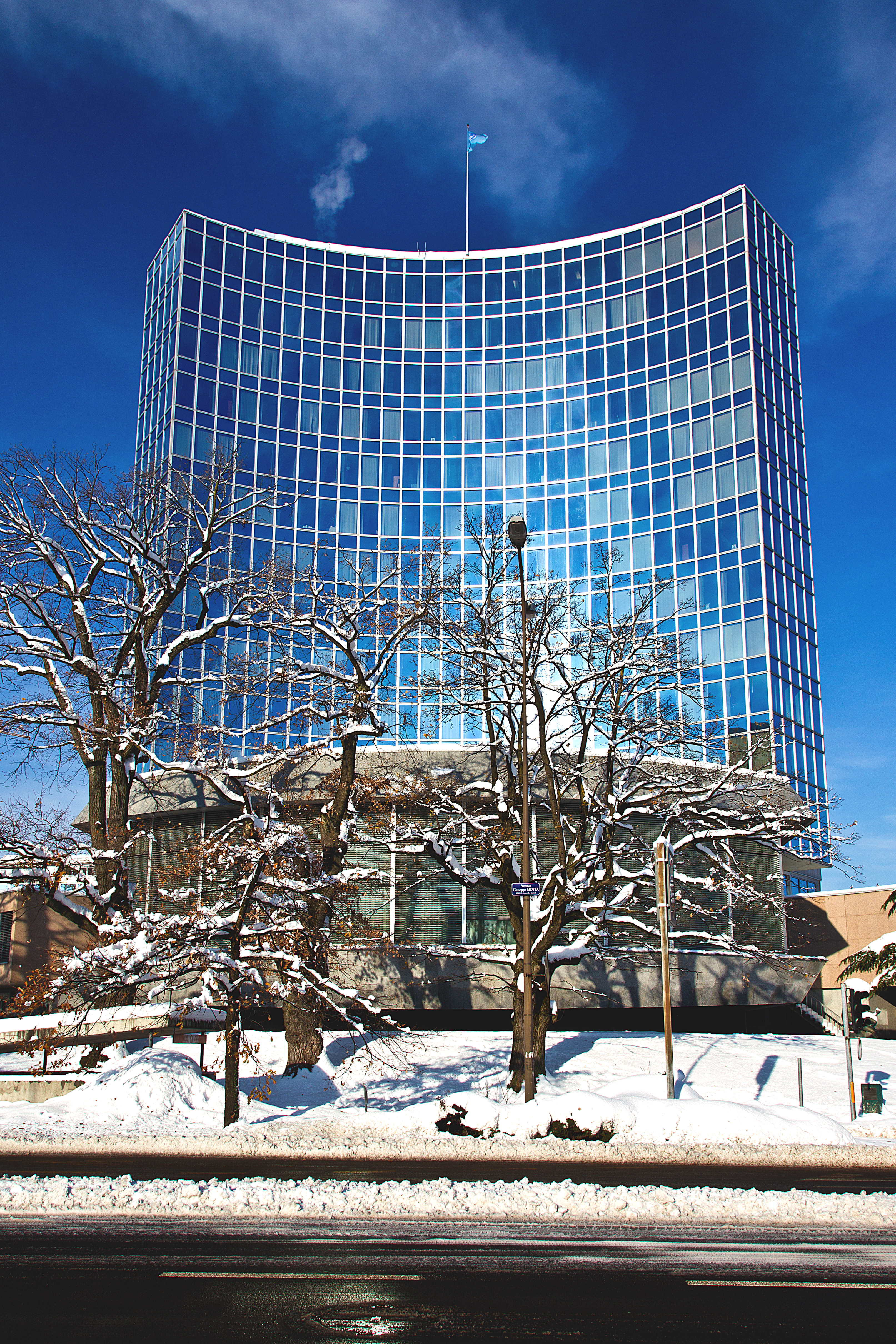
Sede da WIPO/OMPI, em Genebra

- chefiou a delegação de Portugal às 59ª (2003) e 60ª (2004) sessões da Comissão das Nações Unidas para os Direitos Humanos (desde 2006, Conselho de Direitos Humanos das Nações Unidas); [18][19]
- chefiou a delegação de Portugal à Conferência mundial de radiocomunicações, que teve lugar em Genebra, de  9 de junho a 4 de julho de 2003; [20]

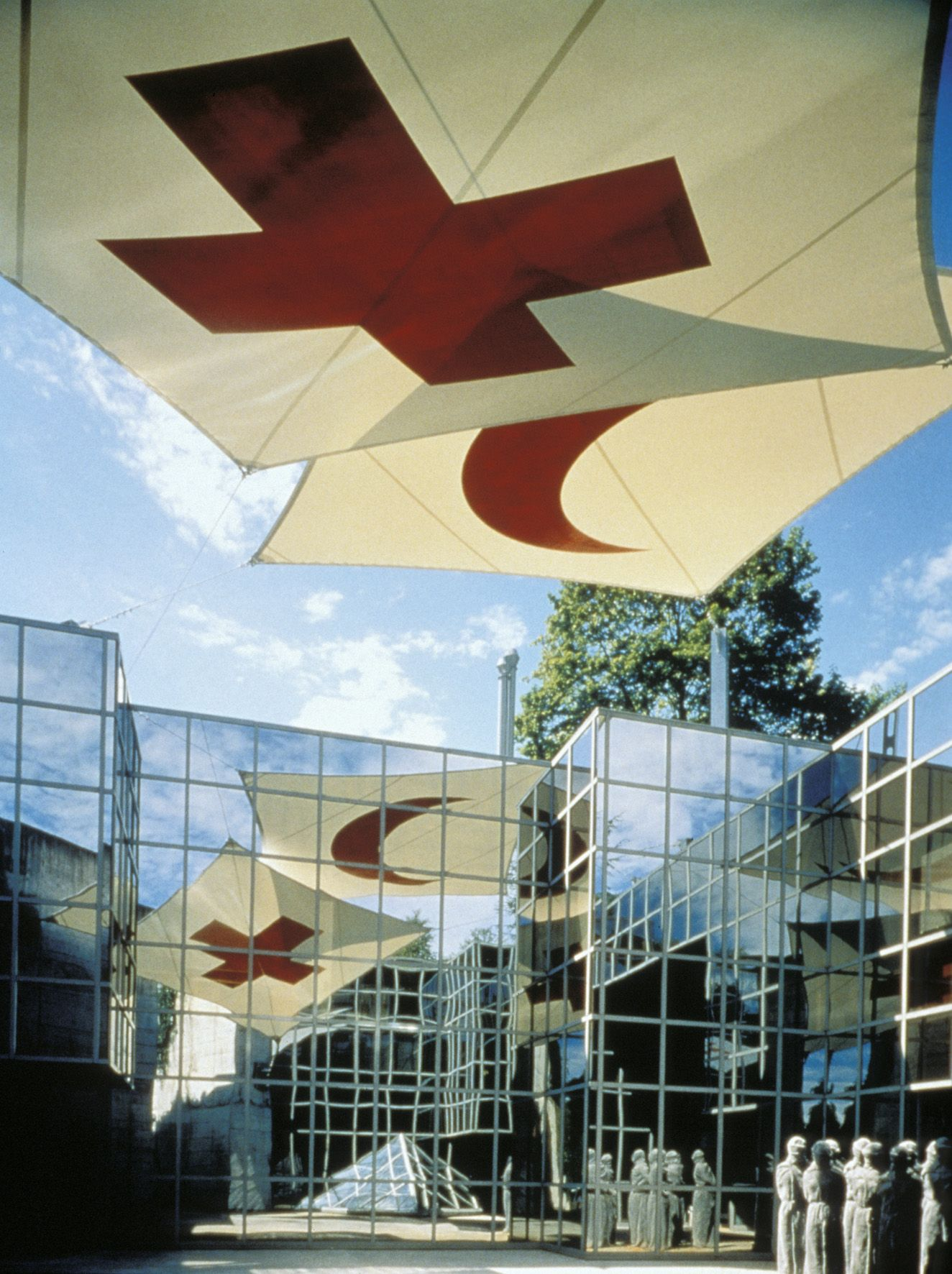
Entrada do museu da Cruz Vermelha Internacional, em Genebra

- Em 2003, 2004, 2005 e 2006, chefiou a delegação portuguesa às Assembleias Gerais da Organização Mundial da Propriedade Intelectual (OMPI/WIPO), agência especializada integrante do Sistema das Nações Unidas, com sede em Genebra; [21][22][23][24][25]
- chefiou a delegação de Portugal à 18ª sessão extraordinária do Comité de Coordenação da Organização Mundial da Propriedade Intelectual, Genebra, 19 e 20 de junho de 2006; [26][27]
- Em 2004, integrou a delegação de Portugal à Conferência Internacional sobre Educação, 47ª sessão, organizada pela UNESCO (Organização das Nações Unidas para a Educação, a Ciência e a Cultura), que decorreu em Genebra, de 8 a 11 de setembro, subordinada ao tema «Educação de qualidade para todos os jovens: Desafios, tendências e prioridades»; [28]
- Em 2003, chefiou a delegação de Portugal no Comité preparatório da primeira fase da Cimeira ou Cúpula Mundial sobre a Sociedade da Informação, que teve lugar em Genebra, em fevereiro de 2003. Tal cimeira, Organizada pelas Nações Unidas, e liderada pela União Internacional de Telecomunicações (UIT), teve como uma de suas metas principais diminuir a então chamada exclusão digital global que separa países ricos e pobres através da ampliação do acesso à Internet no mundo em desenvolvimento; [29]
- Em 2004, integrou a delegação de Portugal à primeira fase da Cimeira ou Cúpula Mundial sobre a Sociedade da Informação, que teve lugar em Genebra; [30]

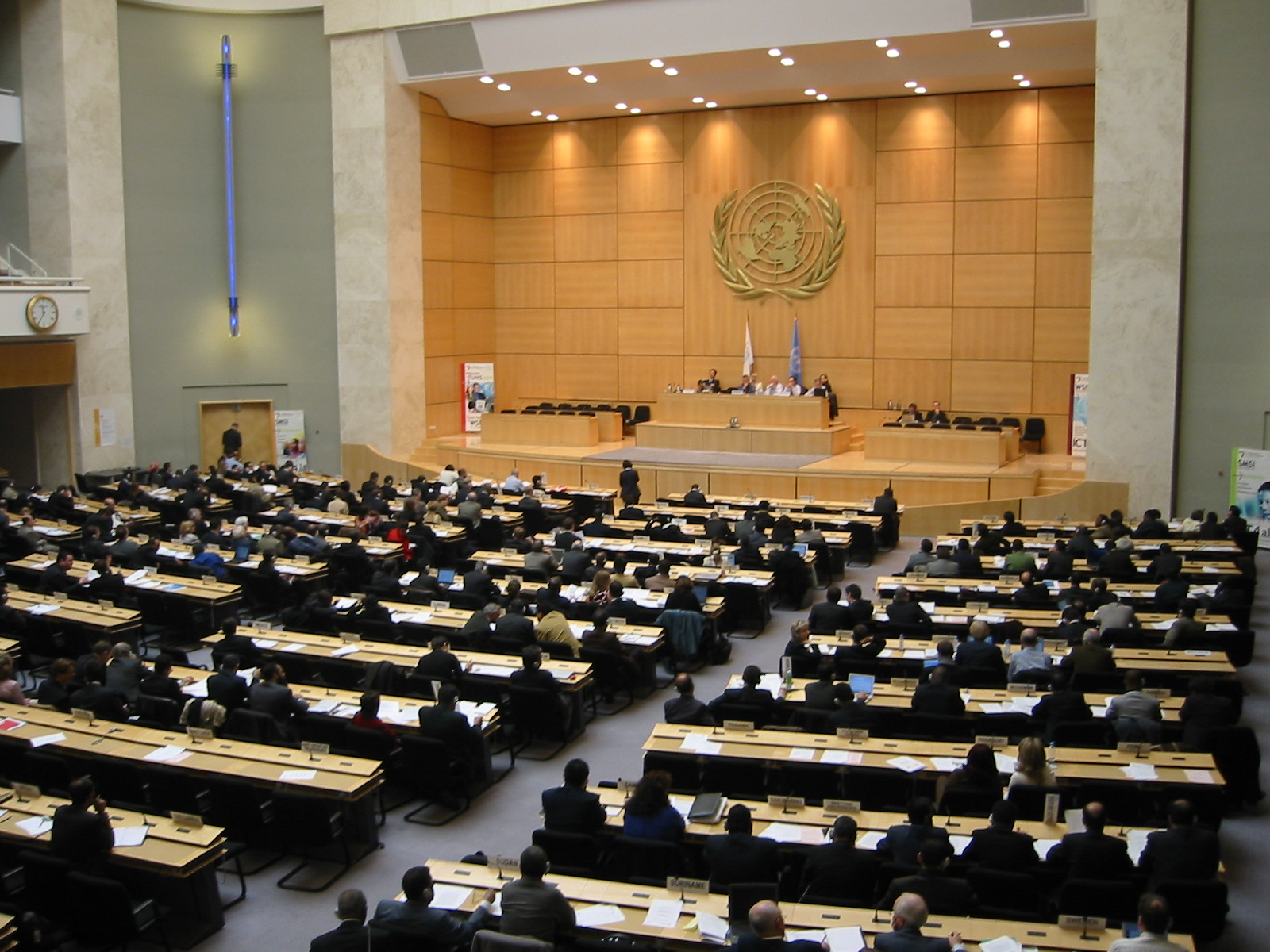
Segunda sessão plenária e preliminar da Cúpula Mundial sobre a Sociedade da Informação, realizada entre 17 e 25 de fevereiro de 2005. Edifício da ONU em Genebra (Suíça).

- Em 2005, chefiou a delegação de Portugal no Comité preparatório (PrepCom 2) da segunda fase da Cimeira ou Cúpula Mundial sobre a Sociedade da Informação, que reuniu em Genebra, de 17 a 25 de fevereiro de 2005. [31][32]

- Em 2005, chefiou a delegação de Portugal no Comité preparatório (PrepCom 3) da segunda fase da Cimeira ou Cúpula Mundial sobre a Sociedade da Informação, que, reuniu em Genebra, em outubro de 2005; [33]
- Em 2005, integrou a delegação de Portugal à segunda fase da Cimeira ou Cúpula Mundial sobre a Sociedade da Informação, que teve lugar em Tunes; [34]

- chefiou a delegação portuguesa à Conferência diplomática sobre a adoção de um terceiro protocolo adicional às Convenções de Genebra de 12 de agosto de 1949, e relativo à adoção de um emblema distintivo adicional (Protocolo III), Genebra, 5 a 8 de dezembro de 2005; [35]
- chefiou a delegação portuguesa à nonagésima quarta reunião da Conferência internacional do trabalho, Genebra, 2006 (Marítima); [36]
- foi o presidente da delegação portuguesa à XVI reunião plenária da comissão para a aplicação e o desenvolvimento da convenção sobre a cooperação para a proteção e o aproveitamento sustentável das águas das bacias hidrográficas luso-espanholas, Lisboa, 19 de dezembro de 2012; [37]
- Em 21 de setembro de 2013, integrou o painel da SIC Notícias da emissão especial eleições legislativas na Alemanha, com resultados, reportagem em direto de Berlim e análise em estúdio. [38]
- Em 2022, participou na organização da exposição “Propriedade minha” ourivesaria, marfins e esmaltes da coleção de D. Fernando II de Portugal, Palácio Nacional da Pena, Sintra. [39]

## Condecorações

### Ordens honoríficas de Portugal
Foi agraciado, pelo presidente da República Portuguesa, com as seguintes condecorações:
- Grã-Cruz da Ordem do Infante D. Henrique (22 de dezembro de 1995);[40]
- Grã-cruz da Ordem do Mérito (25 de agosto de 1994);[40]
- Oficial da Ordem Militar de Cristo (13 de março de 1985);[40]
- Oficial da Ordem do Infante D. Henrique (25 de março de 1980).[40]

### Ordens honoríficas de outros Estados
- Grã-cruz da Ordem do Mérito com Estrela, da Alemanha (26 de maio de 2009); [41]
- Grã-cruz da Ordem de Mayo al Mérito, da Argentina; [1]
- Grande-oficial da Ordem da Coroa, da Bélgica; [1]
- Grã-cruz da Ordem do Rio Branco, do Brasil (6 de janeiro de 2005); [1][41]
- Grã-cruz da Ordem de Bernardo O’Higgins, do Chile (30 de setembro de 2001); [1][41]
- Grã-cruz do Mérito Civil, de Espanha; [1]
- Comendador da Ordem Nacional do Mérito, da França (29 de novembro de 1999; [1][41]
- Grã-cruz da Ordem da Fénix, da Grécia; [1]
- Grã-cruz da Ordem do Mérito, da Itália; [1]
- Grã-cruz da Ordem da Águia Azteca, do México (23 de março de 2000); [1][41]
- Grande oficial da Ordem da Estrela, da Roménia; [1]
- Grã-cruz da Ordem do Libertador, da Venezuela; [1]
- Comendador da Ordem da Fénix, da Grécia (15 de novembro de 1990; [4][41]
- Oficial da Legião de Honra, da França (8 de maio de 1990); [4][41]
- Oficial da Ordem Nacional do Mérito, da França. [4]